# Dhiktean Cave
Dhiktean Cave (Dikteon Cave, Diktaean Cave, Diktaian Cave) är en grotta i Grekland.   Den ligger i prefekturen Nomós Lasithíou och regionen Kreta, i den sydöstra delen av landet, 300 km söder om huvudstaden Aten. Dhiktean Cave ligger 993 meter över havet.
Terrängen runt Dhiktean Cave är bergig åt sydväst, men åt nordost är den kuperad. Runt Dhiktean Cave är det ganska glesbefolkat, med 22 invånare per kvadratkilometer. Närmaste större samhälle är Mália, 13,5 km norr om Dhiktean Cave. == Kommentarer ==
1. ↑  Framräknat ur variansen i alla höjduppgifter (DEM 3") från Viewfinder Panoramas, inom 10 km radie.[2] Mer om algoritmen finns här: Användare:Lsjbot/Algoritmer.